# ژائو ژو
ژائو شو (به چینی: 赵雪؛ پینیین: Zhào Xuě؛ زادهٔ ۶ آوریل ۱۹۸۵) شطرنج باز چینی است که به عنوان بیست و چهارمین چینی، عنوان استاد بزرگی شطرنج را کسب کرده است. او عضو تیم ملی شطرنج زنان چین بوده که در المپیاد شطرنج زنان در سال‌های ۲۰۰۲، ۲۰۰۴ و ۲۰۱۶ مدال طلا و در مسابقات قهرمانی تیمی شطرنج زنان جهان در سال‌های ۲۰۰۷، ۲۰۰۹ و ۲۰۱۱ به مقام قهرمانی دست یافته است. همچنین، او در سال‌های ۲۰۱۰، ۲۰۱۲، ۲۰۱۵، ۲۰۱۷ و ۲۰۱۸ در مسابقات جهانی شرکت کرد و در سال ۲۰۱۰ به مرحله نیمه‌نهایی رسید.

## پیشه
ژائو زو دو مدال طلا در مسابقات قهرمانی شطرنج جوانان جهان کسب کرد: یکی در بخش دختران زیر ۱۲ سال در سال ۱۹۹۷ و دیگری در بخش دختران زیر ۱۴ سال در سال ۱۹۹۹. در سال ۲۰۰۲، او در مسابقات قهرمانی نوجوانان دختر جهان در گوآ، هند، به قهرمانی رسید و کونِرو هامپی، مدافع عنوان قهرمانی، را در تای‌بریک شکست داد. این پیروزی او را به مسابقات قهرمانی شطرنج زنان جهان در سال ۲۰۰۴ راهی کرد، جایی که در دور اول شادی پریدار را حذف کرد، اما سپس به الیزابت پهتز باخت و از مسابقات کنار رفت.
ژائو زو به لطف امتیازش به مسابقات قهرمانی شطرنج زنان جهان در سال ۲۰۰۶ راه یافت، اما در دور اول به ماریا کورسووا باخت و از مسابقات حذف شد. بعداً در همان سال، او در بازی‌های آسیایی ۲۰۰۶ که در دوحه برگزار شد شرکت کرد و موفق به کسب مدال نقره در بخش شطرنج سریع انفرادی زنان شد.
در ژوئیه ۲۰۰۷، ژائو زو در تورنمنت استادان بزرگ کوئینز وومن در باد هامبورگ قهرمان شد. سپس در سوپرتورنمنت زنان جام اورال شمالی در کراسنوتورینسک روسیه، او و ژو چن، قهرمان سابق زنان جهان، هر دو با امتیاز ۶ از ۹ به پایان رسیدند، اما ژائو در تای‌بریک مقام دوم را کسب کرد. در این تورنمنت، او آخرین «هنجار» مورد نیاز برای کسب عنوان استاد بزرگ را نیز به دست آورد. اولین هنجار او در المپیاد شطرنج زنان سال ۲۰۰۶ کسب شده بود. فیده (اتحادیه جهانی شطرنج) در سال ۲۰۰۸ عنوان استاد بزرگ را به او اعطا کرد.
در مسابقات قهرمانی شطرنج زنان جهان ۲۰۰۸، ژائو زو در دور اول ماریسا زوریل را شکست داد، اما در دور دوم توسط هموطن خود، شن یانگ، حذف شد. در ماه بعد، اکتبر ۲۰۰۸، او در بازی‌های جهانی ورزش ذهنی که در پکن برگزار شد، مدال نقره را در بخش شطرنج سریع انفرادی زنان کسب کرد.
ژائو زو در مسابقات جایزه بزرگ زنان فیده ۲۰۰۹–۲۰۱۱ شرکت کرد که از طریق رتبه‌بندی وارد این رقابت‌ها شده بود. بهترین نتایج او شامل مقام سوم در نانجینگ ۲۰۰۹ و رتبه سوم تا پنجم در رویدادهای اولان‌باتور ۲۰۱۰ بود. در نوامبر ۲۰۱۰، او در بازی‌های آسیایی ۲۰۱۰ که در گوانگجو برگزار شد شرکت کرد و موفق به کسب مدال نقره در بخش شطرنج سریع انفرادی زنان شد.
در دسامبر ۲۰۱۰، ژائو زو در مسابقات قهرمانی شطرنج زنان جهان شرکت کرد و این بار به مرحله نیمه‌نهایی رسید. در این مرحله، او با نتیجه ۱٫۵–۲٫۵ به هموطن خود، روان لوفی، که نایب قهرمان نهایی شد، باخت. این نتیجه باعث شد او واجد شرایط شرکت در مسابقات جایزه بزرگ زنان فیده ۲۰۱۱–۲۰۱۲ شود. در مسابقه‌ای که در شنژن برگزار شد، ژائو با امتیاز ۶ از ۱۱ به پایان رسید و به همراه روان لوفی در رده‌های پنجم تا ششم مشترک شد و ۷۵ امتیاز در جایزه بزرگ کسب کرد.
در اکتبر ۲۰۱۱، او در مرحله نالچیک با امتیاز ۹٫۵ از ۱۱ پیروز شد. در ژوئیه ۲۰۱۲، در جرموک با امتیاز ۵٫۵ از ۱۱ در رده هفتم قرار گرفت. سپس در مسابقات آنکارا با امتیاز ۷٫۵ از ۱۱ به مقام سوم دست یافت. در رده‌بندی کلی گرندپری، ژائو با ۳۴۵ امتیاز در جایگاه چهارم قرار گرفت.
در آوریل ۲۰۱۲، ژائو در دومین تورنمنت مسترز زنان چین در ووکسی به مقام دوم دست یافت. در ماه بعد، او در مسابقات قهرمانی رعداسا زنان آسیا که در شهر هوشی‌مین برگزار شد، با پیروزی در تای‌بریک مقابل وانگ جو و تان ژونگی، قهرمان شد. در مسابقات قهرمانی شطرنج زنان جهان ۲۰۱۲، او به مرحله یک‌چهارم نهایی راه یافت، اما در آنجا توسط Dronavalli Harika شکست خورد.
در ژانویه ۲۰۱۳، ژائو در رویداد Masters جشنواره شطرنج جبل‌الطارق با امتیاز ۷ از ۱۰، جایزه بهترین بازیکن زن را کسب کرد. او در مسابقات استاندارد زنان در بازی‌های داخل سالن و هنرهای رزمی آسیایی ۲۰۱۳، پس از هو یفان، به مقام دوم دست یافت. بلافاصله پس از آن، او در مسابقات شطرنج زنان در یونیورسیاد تابستانی ۲۰۱۳ در کازان قهرمان شد و به مدال طلای تیم چین کمک کرد.
ژائو در مسابقات جایزه بزرگ زنان فیده ۲۰۱۳–۲۰۱۴ شرکت کرد. در ژانویه ۲۰۱۵، او با امتیاز ۸ از ۹، قهرمان مسابقات آزاد نیوزلند شد. ژائو در مسابقات قهرمانی شطرنج زنان جهان در سال ۲۰۱۵ نیز شرکت کرد و به مرحله یک‌چهارم نهایی راه یافت، اما در نهایت به ناتالیا پوگونینا، نایب قهرمان نهایی مسابقات، باخت. در نسخه ۲۰۱۷ این مسابقات، او در دور دوم به Padmini Rout شکست خورد. در دسامبر همان سال، ژائو در مسابقات شطرنج زنان باسک، که بخشی از بازی‌های ذهن نخبگان IMSA در Huai’an بود، مدال طلا را کسب کرد. در نوامبر ۲۰۱۸، او دوباره در مسابقات قهرمانی جهان زنان شرکت کرد. ژائو در دور اول کارولینا لوژان را با نتیجه ۲–۰ شکست داد، اما در دور دوم پس از باخت به ژانسایا ابدومالیک در تای‌بریک، از مسابقات حذف شد.

### مسابقات تیمی
ژائو، به عنوان اولین ذخیره، در المپیاد شطرنج زنان سال ۲۰۰۲ که در بلد برگزار شد، در هیئت ۴، ۱۱ امتیاز از ۱۲ (با امتیاز عملکرد ۲۷۲۳) کسب کرد. در نسخه بعدی این مسابقات که دو سال بعد در Calvià برگزار شد، او در برد ۳، امتیاز ۱۰ از ۱۲ (با امتیاز عملکرد ۲۶۰۳) را به دست آورد و مدال طلای فردی را کسب کرد. در سال ۲۰۰۶، او در تخته ۱، امتیاز ۱۰ از ۱۳ (با امتیاز عملکرد ۲۶۱۵) را کسب کرد و بار دیگر برنده مدال طلای انفرادی شد.
ژائو در مسابقات قهرمانی تیمی شطرنج جهان سال ۲۰۰۵ که در Beersheba اسرائیل برگزار شد، به عنوان اولین تخته برای تیم زنان چین بازی کرد. دو سال بعد، او در اولین قهرمانی تیمی زنان جهان، با امتیاز ۶٫۵ از ۸ (با امتیاز عملکرد ۲۶۹۳)، تیم چین را به قهرمانی رساند.
ژائو شو برای باشگاه شطرنج پکن در لیگ شطرنج چین (CCL) بازی می‌کند.

## افتخارات از سال ۲۰۱۱

### انفرادی
- ۲۰۱۲: مستر زنان چین، ووکسی، چین
- ۲۰۱۱: جایزه بزرگ زنان فیده، نالچیک، روسیه

### تیمی
- ۲۰۱۲: جام ملت‌های زنان آسیا، زائوژوانگ، چین
- ۲۰۱۱: مسابقات قهرمانی تیمی جهانی زنان فیده، ماردین، ترکیه
- ۲۰۱۱: لیگ دسته A چین، تیانجین، چین